# One Piece: Ocean's Dream!
One Piece: Ocean's Dream! (ONE PIECE オーシャンズドリーム !?, Wan Pīsu: Ōshanzu Dorīmu!) è un videogioco di ruolo giapponese per giocatore singolo/multiplayer per la console PlayStation basato sul manga e anime di One Piece. È stato sviluppato da Sing e Q Entertainment e pubblicato da Namco Bandai. Gli episodi della serie animata dal numero 220 al numero 224 sono basati su questo videogioco, pur presentando alcune differenze. Il gioco è stato pubblicato nel maggio 2003.

## Trama
Una notte, mentre i membri della ciurma di cappello di paglia, fatta eccezione per Nico Robin che stava leggendo un libro, dormivano nei loro letti, sognarono tutti di un giovane uomo che suonava della musica stupenda da un corno di mare sott'acqua. Al mattino, Robin sveglia tutti i suoi compagni di equipaggio e rimane scioccata nello scoprire che loro non si ricordano di lei ne di essere in una ciurma. Con i soli ricordi risalenti a prima di entrare nella ciurma ancora in testa, l'equipaggio comincia a dividersi: Nami fugge dalla nave con tutto l'oro, dato che è tornata nuovamente una ladra, e Roronoa Zoro provoca una lotta con l'equipaggio e si ritira, credendo di essere ancora una volta un cacciatore di taglie.
Spetta ora a Robin riunire la squadra, aiutare i suoi amici a riottenere i loro ricordi e scoprire la causa della loro misteriosa perdita di memoria.

## Accoglienza
Al momento dell'uscita, i quattro recensori della rivista Famitsū hanno dato un punteggio di 28/40.